# Francisco Craviotto Blanco
Francisco Craviotto Blanco   (Motril, 10 de maig de 1953) és un assessor legal, polític i sindicalista català d'origen andalús establert a Lleida.

## Biografia
Quan tenia nou anys es va establir amb els seus pares a Malpàs (Alta Ribagorça), on el seu pare treballava a les mines de carbó i a la fàbrica de ciment de Xerallo per a l'ENHER. Va estudiar comptabilitat i organització administrativa a Lleida.
El 1967 començà a treballar en una joieria amb 14 anys, i el 1969 començà a freqüentar els mítings de l'HOAC. Posteriorment ingressà a la UGT, de la que en fou responsable del Sindicat de Comerç, i fou impulsor de l'Associació de Veïns del Secà de Sant Pere. A les eleccions municipals de 1979 fou escollit paer de Lleida pel PSC, en el que fou responsable dels Mercats Municipals.
També fou elegit diputat a les eleccions al Parlament de Catalunya de 1980 per la circumscripció de Lleida, càrrec que compaginà amb el de president de la Intercomarcal de les Terres de Lleida de la UGT. Fou membre de la comissió d'Economia, Finances i Pressupost del Parlament de Catalunya.
El 1984 va deixar els seus càrrecs sindicals i polítics i treballà en una gestoria. Des del 1990 es dedica a l'assessoria jurídica i fiscal. És soci de Greenpeace.